# Bombias
Bombias — подрод рода шмелей.

## Экология
Обитают на открытых полях и горных луговинах.
Посещают цветки глубокие и средней глубины.

## Виды
- Bombus auricomus
- Шмель необыкновенный[2] (Bombus confusus)
- Bombus nevadensis